# Santa Luzia do Pará
Santa Luzia do Pará är en kommun i Brasilien.   Den ligger i delstaten Pará, i den nordöstra delen av landet, 1 600 km norr om huvudstaden Brasília. Antalet invånare är 19 422.
Omgivningarna runt Santa Luzia do Pará är huvudsakligen savann. Runt Santa Luzia do Pará är det glesbefolkat, med 14 invånare per kvadratkilometer.